# Насмішка (фільм)
«Насмішка» (фр. «Ridicule») — художній фільм французького режисера Патріса Леконта за сценарієм Ремі Вотерхауза, знятий у 1996 році. Фільм відкривав Каннський кінофестиваль 1996 року.
Фільм отримав дванадцять номінацій національної премії «Сезар» і його було визнано найкращим французьким фільмом 1996 року. Стрічку було також номіновано на премії «Оскар» та «Золотий глобус» у номінаціях «Найкращий фільм іноземною мовою» .

## Сюжет
Події фільму відбуваються у Франції часів короля Людовіка XVI де напередодні революції понад усе цінується насмішка, і придворні змагаються в дотепності, не щадячи одне одного, бо вдало сказаний злий жарт може принести успіх. Молодий збіднілий дворянин маркіз де Малавуа, якому не бракує власної дотепності, приїжджає до Версалю з надією отримати дозвіл на осушення заболочених земель, що стали причиною безлічі хвороб його збіднілих селян. Виконаний маркізом інженерний проєкт не знайшов підтримки придворних і зневірений дворянин робить спробу особистої зустрічі з королем, використовуючи інтимне знайомство з однієї із впливових придворних дам.

## В ролях
| Актор(ка)      |   | Роль                                                    |
| -------------- | - | ------------------------------------------------------- |
| Шарль Берлен   | • | маркіз Грегуар Понселудон де Малавуа, інженер-гідрограф |
| Фанні Ардан    | • | графиня де Блаяк                                        |
| Жан Рошфор     | • | маркіз де Бельгард                                      |
| Жудіт Годреш   | • | Матильда де Бельгард                                    |
| Бернар Жиродо  | • | аббат де Вількур                                        |
| Карло Брандт   | • | шевальє де Мільєтель                                    |
| Урбен Кансельє | • | Людовік XVI                                             |
| Бруно Занарді  | • | Поль, глухонімий слуга                                  |
| Альбер Дельпі  | • | барон де Гере                                           |

## Нагороди
| Рік  | Нагорода                               | Категорія                                       | Номінант                                                       | Результат |
| ---- | -------------------------------------- | ----------------------------------------------- | -------------------------------------------------------------- | --------- |
| 1996 | Каннський кінофестиваль                | Золота пальмова гілка                           | Патріс Леконт                                                  | Номінація |
| 1996 | Міжнародний кінофестиваль у Чикаго     | Золотий Г'юго за найкращий фільм                | Патріс Леконт                                                  | Перемога  |
| 1996 | Товариство кінокритиків Сан-Дієго      | Найкращий фільм іноземною мовою                 |                                                                | Перемога  |
| 1996 | Товариство кінокритиків Техасу         | Найкращий іноземний фільм                       |                                                                | Перемога  |
| 1996 | Товариство кінокритиків Канзасу        | Найкращий іноземний фільм                       |                                                                | Перемога  |
| 1997 | «Оскар»                                | Найкращий фільм іноземною мовою                 |                                                                | Номінація |
| 1997 | «Золотий глобус»                       | Найкращий фільм іноземною мовою                 |                                                                | Номінація |
| 1997 | Премія BAFTA                           | Найкращий неангломовний фільм                   | Фредерік Брильон, Філіпп Каркассон, Жиль Легран, Патріс Леконт | Перемога  |
| 1997 | «Сезар»                                | Найкращий режисер                               | Патріс Леконт                                                  | Перемога  |
| 1997 | «Сезар»                                | Найкращий фільм                                 | Патріс Леконт                                                  | Перемога  |
| 1997 | «Сезар»                                | Найкраща робота художника по костюмах           | Крістіан Ґаск                                                  | Перемога  |
| 1997 | «Сезар»                                | Найкраща робота художника-декоратора            | Іван Мосьон                                                    | Перемога  |
| 1997 | «Сезар»                                | Найкращий оригінальний або адаптований сценарій | Ремі Вотерхауз                                                 | Номінація |
| 1997 | «Сезар»                                | Найкращий актор                                 | Шарль Берлен                                                   | Номінація |
| 1997 | «Сезар»                                | Найкращий актор другого плану                   | Бернар Жиродо, Жан Рошфор                                      | Номінація |
| 1997 | «Сезар»                                | Найкраща операторська робота                    | Т'єррі Арбогаст                                                | Номінація |
| 1997 | «Сезар»                                | Найкраща музика до фільму                       | Антуан Дюамель                                                 | Номінація |
| 1997 | «Сезар»                                | Найкраща робота звукооператора                  | Paul Lainé та Jean Goudier                                     | Номінація |
| 1997 | «Сезар»                                | Найкраща робота монтажера                       | Джоель Аш                                                      | Номінація |
| 1997 | Премія «Люм'єр»                        | Найкращий фільм                                 | Патріс Леконт                                                  | Перемога  |
| 1997 | Премія «Люм'єр»                        | Найкращий актор                                 | Шарль Берлен                                                   | Перемога  |
| 1997 | Премія «Люм'єр»                        | Найкраща акторка                                | Фанні Ардан                                                    | Перемога  |
| 1997 | «Давид ді Донателло»                   | Найкращий іноземний фільм                       | Патріс Леконт                                                  | Перемога  |
| 1997 | Асоціація кінокритиків мовних компаній | Найкращий фільм іноземною мовою                 |                                                                | Перемога  |
| 1997 | Національна рада кінокритиків США      | Найкращий фільм іноземною мовою                 |                                                                | Перемога  |
| 1997 | Товариство кінокритиків Флориди        | Найкращий іноземний фільм                       |                                                                | Перемога  |
| 1997 | Премія «Супутник»                      | Найкращий фільм іноземною мовою                 | Патріс Леконт                                                  | Номінація |
| 1997 | Премія «Супутник»                      | Найкращий дизайн костюмів                       | Крістіан Ґаск                                                  | Номінація |
| 1998 | Лондонське коло кінокритиків           | Найкращий фільм року іноземною мовою            |                                                                | Перемога  |